# Jonathan Edwards Chatterton
Pour les articles homonymes, voir Chatterton.
Jonathan Edwards Chatterton (1837-1885) est l’inventeur britannique du chatterton. Il déposa le 14 juin 1860 un brevet pour un ruban adhésif isolant, en toile enduite d'un mélange de goudron norvégien, de gutta-percha et de résine, servant à isoler les fils électriques ou les câbles sous-marins. Depuis, le rouleau de chatterton est devenu commun.
« La composition du Chatterton est due à MM. Chatterton et Smith, ingénieurs de la Gutta-Percha Company. Elle a été appliquée à la plupart des fils sous-marins fournis par cette Compagnie pour la construction des lignes sous-marines. »